# Jožef Čuček
‎Jožef Čuček, slovenski teolog in filozof, * 15. marec 1826, Sv. Andraž v Slovenskih goricah, † 22. februar 1886, Jarenina.
Na Visoki bogoslovni šoli v Mariboru je v letih 1863−1868 predaval logiko.